# Richard Matt
Richard William Matt (Nova Iorque, 25 de junho de 1966 — Malone, 26 de junho de 2015) foi um assassino norte-americano, conhecido pelas inúmeras fugas dos presídios de Nova Iorque.
Em 6 de junho de 2015, enquanto cumpria uma sentença com duração mínima de 25 anos de prisão (podendo chegar a prisão perpétua) pelo assassinato de seu ex-empregador William Rickerson, cometido em 1997, Matt, então com 48 anos e David Sweat, com 34 anos, executaram uma fuga elaborada da penitenciária de segurança máxima Clinton Correctional Facility, no norte do estado de Nova York e se tornaram alvo de uma caçada internacional. A fuga, que foi comparada com The Shawshank Redemption de Stephen King e levou o governador de Nova York, Andrew Cuomo, a inspecionar a rota de fuga deles, envolveu o uso de ferramentas para cavar um túnel para fora da instalação até uma "brecha externa" aproximadamente 500 pés (150 m) fora do muro da prisão. Os dois homens haviam ganhado previamente alojamento privilegiado no Bloco da Honra, uma unidade com celas maiores disponíveis apenas para prisioneiros com anos sem infrações disciplinares. Antes da fuga, ele trocou arte de pessoas famosas com um guarda da prisão.
A fuga foi dramatizada na minissérie de 2018 da Showtime Escape at Dannemora.